# 高山南
高山南（日语：／ Takayama Minami，1964年5月5日—），日本女性配音員、歌手、作曲家、旁白。出身於東京都足立區。身高156cm。B型血。
本名：新井 泉（あらい いずみ）。81 Produce所屬。音樂組合ES CONNEXION與TWO-MIX主唱。東京都立足立西高等學校畢業。

## 人物

### 來歷
高山南從小的時候開始學習芭蕾舞、日本舞蹈、聲樂。1978年，中學時期的高山將來想當警察，由於當警察需要學會交通安全指導的腹語術，因此她選擇加入向日葵劇團花了4年的時間學習。高中畢業之後，高山進入日本工學院專門學校選擇演劇科就讀，但沒多久退學，當普通的OL有一段時間，直到22歲才立志決定要當聲優。因此在1985年，高山進入SONHOUSE MUSIC聲優部研究所學習當聲優。1987年，她以OVA動畫《學園特搜光音》聲演路人女學生成為在聲優業界的出道作。同年，於電視動畫《妙手小廚師》幫味吉陽一配音成為高山的生涯第一部主演作品。
之後更於1989年，為動畫電影《魔女宅急便》聲演主角琪琪獲得拔擢，並成為高山知名的配音代表作。然而，她在演過《魔女宅急便》之後，配音工作迅速減少。唯一的要角配音作是、同年春天開播電視動畫《亂馬½》的天道靡。
不過進入1990年代之後，高山又再次獲得主演少年角色的機會，配過《快樂的嚕嚕米一家》的嚕嚕米托魯〈嚕嚕米〉、《神通小精靈》的江戶城本丸、《劍勇傳說YAIBA》的鐵劍，確立了她人氣聲優的地位。尤其是1993年開播的《忍者亂太郎》主角豬名寺亂太郎和1996年開播的《名偵探柯南》主角江戶川柯南成為高山聲演長達20年以上的代表作品，讓不同世代的觀眾對她的聲音非常熟悉。
2005年3月起，高山在朝日電視台新版《哆啦A夢》中，為要角骨川小夫的媽媽配音至今。並於哆啦A夢播出期間，曾經幫2007年播出的《鬼太郎第5作》主角鬼太郎、2010年播出的《數碼寶貝合體戰爭》主角工藤大樹配音。
2011年，高山主演的動畫《名偵探柯南》入圍第5回聲優Award的Synergy奬。
此外，新日本董事的前專務董事新間壽是高山的叔父。
2017年1月9日，高山從朝日電視台播放的節目『200位人氣聲優認真票選！聲優總選舉3小時SP』的排名中得到第7名。

### 特色
高山從配音業界出道以來，常為充滿元氣的少年或大姐頭一類的女性配音。除此之外，她還演過少女、腹黑女性及冷酷陰險的反派。在《魔女宅急便》、《獸王星》、《妙廚老爹》中曾經一個人同時聲演2個角色（在《聖天空戰記》中曾經一個人聲演3個角色）。還有，《蠟筆小新》動畫播出戲仿《名偵探柯南》的外傳作品「名偵探柯新」時，高山就以蠟筆小新的要角阿惠〈本田惠子〉的聲音幫主角柯新配音。
桝田省治編導的遊戲作品她必定會參加。原因是因為，在《天外魔境II 卍Maru》的開發製作時，桝田自己也承認很後悔讓已經有職業聲優水準、高知名度的高山擔任台詞少的角色。

### 《名偵探柯南》相關
2005年5月5日，高山在她自己的生日這一天宣布與自己主演的動畫《劍勇傳說YAIBA》、《名偵探柯南》這2部代表作的原作者、漫畫家青山剛昌結婚。不過2人自從結婚之後，由於丈夫青山在漫畫製作的截稿期之前都會在工作場所埋頭苦幹，而身為動畫版配音的妻子高山也因工作非常繁忙。因此，夫妻2人過著經常擦肩而過的生活，再加上彼此甚少進行溝通和關照之下感情也逐漸變淡。最後，2人於2007年12月10日宣布正式離婚。離婚之後，高山仍養著青山的助手和朋友作為結婚禮物贈送的俄羅斯藍貓，名字叫作Kaito。
2011年4月16日，動畫電影《名偵探柯南：沉默的15分鐘》上映首日突然發生震度4的地震，她用柯南聲音說「有地震，冷靜點～。不要怕，柯南在這裡」來使小孩們平靜。
《名偵探柯南》動畫自從1996年開播以來，對高山來說至今已經是她生活的一部份（由於高山同時有主演另一部長壽動畫《忍者亂太郎》，因此跟1997年起至今固定每年4月的黃金週（在日本國內）首映的柯南動畫劇場版上映前錄音工作超出了她的行程緊密度）。由於動畫官方幫高山安排了演柯南的行程表，一方面她跟柯南動畫女主角毛利蘭聲優山崎和佳奈2人私下的關係密切，因此讓高山可安心的將畢生工作當作生活樂在其中。
2005年，根據粉絲團「平成福爾摩斯」一位已經進行採訪取材的粉絲表示「本來我想成為搜查課的警察，但我對偵探的工作本身就有興趣。實際上罪犯側寫是在偵探的工作中我最感興趣的。而且我家裡收藏了許多非虛構的事件檔案簿與犯罪心理學書籍」。並表示自己對作品中每次是否能解開隱藏在事件下設計的圈套感到好奇（例如將電話答錄機的錄音內容錄製在錄音帶的方法），及用聲優林原惠演灰原哀的聲音進行解說。還有公開自己在數年曾經扮演柯南。而讓眾多粉絲最印象深刻的是犯人使用鋼琴奏鳴曲殺人的案件，並說「所有的事件似乎跟我自己的經歷一樣，所以當你被問到你喜歡什麼樣的柯南時，似乎聽到了柯南的魅力點」。
其它設定方面，就作品主角柯南（工藤新一）的音樂能力而言，雖然作者在初期給他設定是一個音癡（故事中有描寫到他對樂譜記號像「D.C」、「♯」等不是很熟悉）。但隨著劇情的發展，柯南逐漸具有絕對音感。相反地幫柯南配音的高山本身具有絕對音感，因此在上廣播節目或參加相關活動被問到此事時多次公開否認。

#### 其他
高山在主演《妙手小廚師》期間，曾經把一起在該動畫合作的前輩飯塚昭三當作自己的親生父親般敬愛。
上面提到高山在主演《魔女宅急便》之後，《亂馬½》的天道靡據本人的說法是當時演要角的唯一作品。因此對這部作品有著很深厚的感情。

### 歌手活動
音樂活動方面，1992年至1995年間組成3人音樂組合「ES CONNEXION」。從1995年開始，與作詞家永野椎菜另組「TWO-MIX」持續進行音樂活動。並在短暫期間，曾經邀請堂妹、作曲家高山美瑠組成「高山美瑠 with TWO-MIX」或「M★TWO-MinaMiru-」。
稍早在1992年，高山以聲優身份發布自己的個人專輯之後，透過朋友的介紹下與永野椎菜認識，從此2人展開溝通並一起積極合作。TWO-MIX創團之後，高山和永野曾為《新機動戰記鋼彈W》、《名偵探柯南》等動畫歌曲獻上插入歌曲和主題曲。《名偵探柯南》動畫播出期間，高山曾在第81－82話「當紅歌星綁架事件」中以「TWO-MIX」真實名義客串，並獻唱了該動畫的片頭主題曲。還有這個故事原本就是作者青山剛昌原作的情節之一。
2005年，作曲家、歌手喬·里諾利加入TWO-MIX，團名更改為「II MIX⊿DELTA」。並於2007年電視動畫《星界死者之書》提供過主題歌。而「DELTA」即為「三角洲」之意。
2009年，喬宣布退出II MIX⊿DELTA後，高山與永野再次成為搭檔。

## 演出
粗體字表示主要角色。

### 電視動畫
1987年
- 妙手小廚師（味吉陽一、利希特）

1988年
- 小公子西迪（羅伊）
- 麵包超人（雷公小弟、〈初代〉、〈初代〉、貓美〈第8代〉 等）
- 超音戰士Borgman（四郎）
- 狗仔爺爺 (1987年版)（日语：のらくろクン）（弟）
- 魔神英雄傳（喜久雄、一郎）

1989年
- 寶馬神童（日语：青いブリンク）（裁判長、貓）
- 烏龍少爺（日语：おぼっちゃまくん）（查爾伯）
- 城市獵人（淺崗明）
- 衝鋒四驅郎（向日葵）
- 鴨子向前衝（普達）
- 魔動王（凱）
- 亂馬½（1989年－1992年，天道靡（日语：天道なびき）、啦啦隊、女學生、安吉〈少年時期〉）2系列

1990年
- 美味大挑戰（夢見照江）
- NG騎士檸檬汽水&40（康福）
- 快樂的嚕嚕米一家（嚕嚕米托魯〈嚕嚕米〉、嚕嚕米的爸爸〈少年時期〉）
- 七海遊龍（帕爾帕歐）
- 神通小精靈（江戶城本丸[18]）
- 魔法天使甜蜜薄荷（艾爾姆／木馬）
- 夠了！阿太郎 (1990年版)（日语：もーれつア太郎）（劍坊）
- YAWARA！ a fashionable judo girl！（小林選手）

1991年
- 動畫秘密花園（柯林·克萊文、佩蒂）
- 宇宙小超人 3000萬光年尋找母親（日语：ウルトラマンキッズ 母をたずねて3000万光年）（塔）
- 伙頭仔昆布（日语：OH!MYコンブ）（鍋燒昆布）
- 朱古力小精靈（日语：おばけのホーリー）（香織）

1992年
- 龍馬英雄（日语：お〜い!竜馬）（本龍馬〈少年時期〉、坂本春豬、池田寅之進）
- 妙廚老爹（荒岩誠[19]、荒岩美幸[19]）
- 蠟筆小新（阿惠〈本田惠子〉、廣播）
- 超電動機器人 鐵人28號FX（弗蘭肯·修奈特〈少年時期〉）
- 蔬果村的故事（佩可）
- 小小男子漢（石川舞 等）
- 緞帶魔法姫（上倉一子、小林森太郎）

1993年
- 蠟筆小新（動感超人節目的旁白、母親）
- 劍勇傳說YAIBA（鐵劍[20]）
- 疾風無敵銀堡壘（安普）
- 可愛巧虎島（妖精女王）
- 秀逗泰山阿達♡（麗莎·可根）
- 忍者亂太郎（1993年－，豬名寺亂太郎）
- 小婦人物語 南與喬老師（湯米·班格斯[21]）

1994年
- 卡拉OK戰士麥克次郎（日语：卡拉OK戰士）（鈴木次郎／麥克次郎）
- 魔法騎士雷阿斯（阿斯克特）
- 幽☆遊☆白書（軀（日语：躯））

1995年
- 動畫世界的童話（日语：世界名作童話シリーズ ワ〜ォ!メルヘン王国）（皮諾奇歐）
- 鬼神童子ZENKI（速水一惠）
- 墮落三人組 楠屋敷的咕嚕咕嚕大人（日语：ズッコケ三人組#『ズッコケ三人組 楠屋敷のグルグル様』）（博士）
- 咚康！機器人天唐（日语：ドッカン!ロボ天どん）（釜田）
- 鬧鐘電視（鬧鐘君）

1996年
- 繚亂幻想 ～賢治之春（日语：イーハトーブ幻想〜KENjIの春）（哲男）
- 妖精狩獵者（雷比亞）
- 烏龍派出所（磯鷲早矢）
- 聖天空戰記（迪蘭度·阿爾帕塔伍[22]／賽雷納·謝薩爾、席德·札爾·弗雷德）
- 熱鬥小馬（飯富勝）
- 名偵探柯南（1996年－，江戶川柯南／工藤新一〈幼年時期〉[23]、高山南〈本人〉、中森青子〈第2代〉、五郎）

1998年
- EAT-MAN'98（日语：EAT-MAN）（賽爾瑪）
- 餓沙羅鬼（安宅燐）
- 劍風傳奇烙印勇士（格里弗斯〈少年時期〉）

1999年
- 城市獵人 緊急插播!? 惡徒冴羽獠的死期（朝霧沙也加、小百合·克勞蒂亞）
- 格鬥小霸王（西爾巴〈少女時期〉）
- 星方天使（賽克、蕾塔莉）
- 宇宙戰艦山本洋子（山本洋子、山本洋介）
- 神奇寶貝（阿弘）

2000年
- 人造人基凱達 THE ANIMATION（日语：人造人間キカイダー THE ANIMATION）（坂本千草）
- 幽浮寶貝（小路的朋友）
- 爆裂戰士戰藍寶（戰藍寶／魔修羅寶）
- 怪獸農場 ～前往傳說之路～（日语：モンスターファーム (アニメ)）（珊卓）
- 愛上壞壞的死神（水無瀨聖）
- ONE PIECE（哈姆）

2001年
- The Soul Taker ～魂狩～（日语：The Soul Taker 〜魂狩〜）（伊達水脈）
- 沙漠的海賊！隊長庫珀（日语：砂漠の海賊!キャプテンクッパ）（茲帕）
- 通靈王（葉王／麻倉葉王）
- 鄰家女孩 CROSS ROAD ～風之速～（愛麗絲）
- PROJECT ARMS（久留間惠）
- 魔法戰士李維（吉妮）
- 星之卡比（格鬥家喬）

2002年
- 猴王五九（日语：アソボット戦記五九）（魅音[24]）
- 攻殼機動隊 STAND ALONE COMPLEX（黑羽）
- 人造人009 THE CYBORG SOLDIER（阿耳忒彌斯）
- 十二國記（梨耀）
- 星之卡比（納克路喬（日语：ナックルジョー））

2003年
- 原子小金剛 (2003年版)（真一）
- SPACE PIRATE CAPTAIN HERLOCK（日语：SPACE PIRATE CAPTAIN HERLOCK）（雷妮博士）
- 高橋留美子劇場（阿姨）
- 高橋留美子劇場 人魚之森（真魚）
- 花田少年史（中嶋貴人）
- 神奇寶貝 Side Story（阿弘）

2004年
- 怪傑佐羅利（秦克）
- 今日大魔王！（馮卡貝尼可夫卿艾妮西娜）
- 攻殼機動隊 S.A.C. 2nd GIG（查）
- （前代白薔薇）

2005年
- 今日大魔王！2（馮卡貝尼可夫卿艾妮西娜）
- 數碼寶貝X進化（多路獸、多路加獸、多路暴龍獸、阿爾法獸）
- 哆啦A夢 (水田山葵版)（骨川小夫的媽媽、骨川夫太郎的媽媽／骨川夫太郎的妻子）
- 黑貓（托雷·哈特涅特'〈年幼時期〉）

2006年
- 史上最強弟子兼一（南條紀紗羅）
- 獸王星（特爾〈少年時期〉、萊伊、艾娃）
- D.Gray-man（安妮塔）
- 天保異聞 妖奇士（河鍋狂齋）

2007年
- 機神大戰（拉維娜·可汗）
- CLAYMORE（伊妮莉）
- 鬼太郎 (第5作)（鬼太郎、 等）
- 哆啦A夢 (水田山葵版)（阿姨B）
- 魔人偵探腦嚙涅羅（亞矢·嬰滋娃／逢澤綾）
- 意外（榎本）

2008年
- 機動戰士鋼彈00（卡蒂·馬涅欽、紅Haro、大衛）
- 今日大魔王！3（馮卡貝尼可夫卿艾妮西娜）
- 骷髏13 (2008年版)（托魯）
- SCARECROWMAN THE ANIMATION（日语：スケアクロウマン）（托姆）
- 波菲的漫長旅程（麗貝卡）

2009年
- GA 藝術科美術設計班（笹本〈殿〉）
- 鋼之鍊金術師 FULLMETAL ALCHEMIST（恩維[25]）
- 魯邦三世VS名偵探柯南（江戶川柯南[26]）

2010年
- 怪談餐館（水之精靈）
- 信蜂REVERSE（雷伊·亞德利）
- 數碼寶貝合體戰爭（工藤大樹）
- Heartcatch 光之美少女！（暗之美少女）
- 魔術快斗（江戶川柯南）

2011年
- 少年同盟（松岡春）
- 丹特麗安的書架（寶拉·迪金森）
- 數碼獸組合戰爭 邪惡的死亡指揮官和七個王國（工藤大樹）
- 數碼獸組合戰爭 穿越時空的少年獵人們（工藤大樹）
- 神奇寶貝超級願望（路克）

2012年
- 戰姬絕唱SYMPHOGEAR（天羽奏）
- 星光少女 美夢成真（勇華）
- 少年同盟2（松岡春）

2013年
- 宇宙兄弟（旁白）
- 戰姬絕唱SYMPHOGEAR G（天羽奏）
- 星光少女 彩虹舞台（涼野結）

2014年
- 團地友夫（岡村）
- 魔術快斗1412（江戶川柯南）
- 名偵探柯南 江戶川柯南失蹤事件 ～史上最糟糕的兩天～（江戶川柯南[27]）

2015年
- 櫻桃小丸子 (第2期)（明子）
- 一拳超人（童帝[28]）

2016年
- 只有我不存在的城市（藤沼悟的母親〈藤沼佐知子〉[29]）
- 忍者亂太郎的宇宙大冒險 with CosmicFront☆NEXT（日语：コズミックフロント☆NEXT）（豬名寺亂太郎）
- 槍彈辯駁3 -The End of 希望峰學園- 絕望篇（日向創[30]／神座出流）
- 槍彈辯駁3 -The End of 希望峰學園- 希望篇（日向創）
- 名偵探柯南 Episode"ONE" 變小的名偵探（江戶川柯南[31]）
- 名偵探柯南 柯南與海老藏 歌舞伎十八番推理（日语：名探偵コナン コナンと海老蔵 歌舞伎十八番ミステリー）（江戶川柯南）

2017年
- 小魔女學園（尼爾森老師）
- 新黑色推銷員（靜岡希美[32]）

2019年
- 當地是日本（日语：ジモトがジャパン）（日之本Japan[33]）
- 一拳超人 (第2期)（童帝[34]）

2020年
- 女武神的餐桌（符華[35]）

2021年
- 舞伎家的料理人（健太）
- 通靈王（第2作）（葉王）
- 佐賀偶像是傳奇 捲土重來（大空來人）
- 女武神的餐桌II（符華）

2022年
- 朋友遊戲（瑪納布）
- 龍族拼圖（銀河）
- 名偵探柯南 犯人·犯澤先生（江戶川柯南[36]）

2024年
- 通靈王FLOWERS（葉王[37]）
- 亂馬1/2（第2作）（天道靡[38]）

2025年
- 真·侍傳 YAIBA（鐵劍[39]）
- 一拳超人（第3期）（童帝[40]）

### 電影動畫
1989年
- 魔女宅急便（琪琪[41]、娥蘇拉[41]）

1991年
- 麵包超人：飛呀！飛呀！小小龍（日语：それいけ!アンパンマン とべ! とべ! ちびごん）
- 劇場版 神通小精靈（日语：まじかる☆タルるートくん (1991年の映画)）（江戶城本丸）
- 神通小精靈：燃燒吧！友情的魔法大戰（日语：まじかる☆タルるートくん 燃えろ!友情の魔法大戦）（江戶城本丸）
- 亂馬½：中國寢崑崙大決戰！規則無視的激鬥篇!!（日语：らんま1/2 中国寝崑崙大決戦! 掟やぶりの激闘篇!!）（天道靡（日语：天道なびき））

1992年
- 風之大陸（日语：風の大陸）（／）
- 快樂的嚕嚕米一家：姆明谷的彗星（日语：楽しいムーミン一家 ムーミン谷の彗星）（嚕嚕米托魯）
- 拯救地球吧！夥伴們 奇比貓湯姆的大冒險（日语：ちびねこトムの大冒険）（艾利克斯）
- 神通小精靈：喜歡，喜歡，我喜歡章魚燒！（日语：まじかる☆タルるートくん すき・すき タコ焼きっ!）（江戶城本丸）
- 亂馬½：決戰桃幻鄉！奪回新娘子!!（日语：らんま1/2 決戦桃幻郷! 花嫁を奪りもどせ!!）（天道靡）

1994年
- 卜多力的一生（日语：グスコーブドリの伝記#1994年映画）（卜多力〈幼年時期〉、聶莉〈幼年時期〉）
- 平成狸合戰（其他狸子們）
- 亂馬½：超無差別決戰！亂馬隊VS傳說的鳳凰（日语：らんま1/2 超無差別決戦! 乱馬チームVS伝説の鳳凰）（天道靡）

1995年
- 劇場版 秀逗魔導士（勞迪·加布列夫〈少年時期〉）
- 心之谷（高老師[42]）

1996年
- 劇場版 忍者亂太郎（日语：映画 忍たま乱太郎）（豬名寺亂太郎）
- （黑柳明兒）
- 魯邦三世 DEAD OR ALIVE（日语：ルパン三世 DEAD OR ALIVE）（[43]）

1997年
- 名偵探柯南：引爆摩天樓（江戶川柯南[44]）

1998年
- 名偵探柯南：第十四號獵物（江戶川柯南[45]）

1999年
- 名偵探柯南：世紀末的魔術師（江戶川柯南[46]）

2000年
- Escaflowne（迪蘭度·阿爾帕塔伍）
- 名偵探柯南：瞳孔中的暗殺者（江戶川柯南[47]）

2001年
- 阿萊蒂公主（日语：アリーテ姫）（安普珥）
- 名偵探柯南：往天國的倒數計時（江戶川柯南[48]）

2002年
- （悅子[49]）
- 名偵探柯南：貝克街的亡靈（江戶川柯南[50]）

2003年
- 名偵探柯南：迷宮的十字路（江戶川柯南[51]）

2004年
- 魔法少年賈修：第101個魔物（賈修的母親）
- 名偵探柯南：銀翼的奇術師（江戶川柯南[52]）

2005年
- 名偵探柯南：水平線上的陰謀（江戶川柯南[53]、工藤新一〈幼年時期〉）

2006年
- 哆啦A夢：新·大雄的恐龍（骨川小夫的媽媽[54]）
- 名偵探柯南：偵探們的鎮魂歌（江戶川柯南）

2007年
- 老鼠物語：喬治和傑拉爾德的冒險（日语：ねずみ物語）（喬治）
- 名偵探柯南：紺碧之棺（江戶川柯南[55]）

2008年
- 劇場版 鬼太郎 日本爆裂!!（鬼太郎）
- 超劇場版 Keroro軍曹 3 Keroro VS Keroro 天空大決戰（Shivava）
- HIGHLANDER ～導演剪輯版～（日语：HIGHLANDER ハイランダー 〜ディレクターズカット版〜）（喬）
- 名偵探柯南：戰慄的樂譜（江戶川柯南[56]）

2009年
- 名偵探柯南：漆黑的追跡者（江戶川柯南[57]、工藤新一〈幼年時期〉）

2010年
- 劇場版 機動戰士鋼彈00 -A wakening of the Trailblazer-（卡蒂·馬涅欽[58]）
- 名偵探柯南：天空的劫難船（江戶川柯南[59][60]、工藤新一〈幼年時期〉）

2011年
- 劇場版 忍者亂太郎：忍術學園全員出動之卷！（豬名寺亂太郎[61]）
- 名偵探柯南：沉默的15分鐘（江戶川柯南[62]）

2012年
- 名偵探柯南：第11位前鋒（江戶川柯南[63]）

2013年
- 名偵探柯南：絕海的偵探（江戶川柯南[64]）
- 魯邦三世VS名偵探柯南 THE MOVIE（江戶川柯南[65]）

2014年
- 名偵探柯南：異次元的狙擊手（江戶川柯南[66]）
- 樂園追放 -Expelled from Paradise-（維洛妮卡·庫里科娃[67]）

2015年
- 蠟筆小新：我的搬家物語 仙人掌大襲擊（阿惠〈本田惠子〉）
- 名偵探柯南：業火的向日葵（江戶川柯南[68][69]）
- LoveLive！學園偶像電影（女歌手）

2016年
- 名偵探柯南：純黑的惡夢（江戶川柯南）

2017年
- 名偵探柯南：唐紅的戀歌（江戶川柯南）

2018年
- 名偵探柯南：零的執行人（江戶川柯南）

2019年
- 名偵探柯南：紺青之拳（江戶川柯南）

2020年
- 怪物彈珠 THE MOVIE 路西法絕望的黎明（凱撒）

2021年
- 名偵探柯南：緋色的彈丸（江戶川柯南）

2022年
- 名偵探柯南：萬聖節的新娘（江戶川柯南）
- 鏡之孤城（政宗[70]）

2023年
- 名偵探柯南：黑鐵的魚影（江戶川柯南[71]）

2024年
- 名偵探柯南：100萬美元的五稜星（江戶川柯南[72]）
- 劇場版 忍者亂太郎 毒竹忍者隊最強之軍師（豬名寺亂太郎[73]）

2025年
- 名偵探柯南：獨眼的殘像（江戶川柯南[74]）
- LUPIN THE IIIRD THE MOVIE 不死身的血族（複數的莎莉法[75]）

### OVA
1987年
- 學園特搜光音（日语：学園特捜ヒカルオン）（女學生）
- 惡魔人 誕生篇

1989年
- 伊蘇（日语：イース (OVA)）（菲娜、阿德·克里斯汀〈幼年時期〉）
- EXPLORER WOMAN RAY（日语：エクスプローラーウーマン・レイ）（橘真魅）
- 魔狩人 DEMON HUNTER（日语：毛羽毛現 (漫画家)）（六道夜魔）

1990年
- A-Ko The VS／GRAY SIDE／ BLUE SIDE（C子的弟子、少年時期的蓋爾）
- 少年阿貝（日语：少年アシベ）（蘆屋阿貝）
- SOL BIANCA（日语：SOL BIANCA）（Journey）
- 冒險！伊庫薩3（阿特蘿絲）
- Lightning Trap 莉娜&萊卡（日语：レイナ剣狼伝説）（良）
- 羅德斯島戰記（希莉絲）

1991年
- 含羞草（中里美夏）
- 人魚之森（真魚）

1992年
- 伊蘇II 天空的神殿（菲娜）
- 源氏（日语：源氏 (漫画)）（永見）

1993年
- 動畫藝術影片精選「傑克與豌豆」（傑克）
- 阿爾卑斯山的少女 總集篇（蒂妮特）
- THE八犬傳 新章（犬坂毛野〈第2代〉）
- 人魚之傷（真魚）
- 亂馬½（天道靡（日语：天道なびき））
  - 珊璞暴變！反轉寶珠惹的禍
  - 天道家混亂的聖誕節

1994年
- Cosmic Fantasy外傳 銀河商人的陷阱（日语：コズミック・ファンタジー）（悠[76]）
- 疾風無敵銀堡壘 在銀光的旗幟下（安普）
- 亂馬½（天道靡）
  - 小茜 VS 亂馬 媽媽的味道由我守護！
  - 校園吹起風暴！身材劇變的雛子老師
  - 道場繼承者
  - SPECIAL 甦醒的記憶（少年時期的真之介）

1995年
- 精靈使（日语：精霊使い）（瑣織）
- 亂馬½（天道靡）
  - SUPER 破戀洞的詛咒！吾愛永存
  - SUPER 邪惡的鬼
- 玩偶遊戲（大木剛）

1996年
- 地獄堂靈界通信（日语：地獄堂霊界通信）（椎名裕介）
- 宇宙戰艦山本洋子（山本洋子）
- 電光快車俠（希望號）
- 亂馬½ SUPER 兩個小茜「亂馬，看著我！」

1997年
- AIKa（黃金黛莫〈碧安卡〉）
- 魔法騎士雷阿斯（阿斯克特）

1998年
- 超能力大戰 ～Psychic Force～（艾米里歐·米哈伊洛夫）
- 鐵拳 -TEKKEN-（妮娜·威廉斯、少年時期的三島一八、風間仁）

1999年
- 青山剛昌短篇集
  - 約定（阿部麻巳子）
  - 飛起夜空的10個行星（工藤新一〈年幼時期〉）

2000年
- 名偵探柯南 柯南vs.基德vs.鐵劍 寶刀爭奪大決戰!!（江戶川柯南、鐵劍）
- ONE PIECE：魯夫落下！秘境·海上肚臍大冒險（哈姆）

2002年
- .hack//GIFT（米亞）
- 超時空要塞Zero（諾拉·波爾楊斯基）
- 名偵探柯南 16個嫌疑犯（江戶川柯南）

2003年
- 櫻花大戰 巴黎學院（日语：サクラ大戦 エコール・ド・巴里）
- 名偵探柯南 柯南、平次與失蹤的少年!!（江戶川柯南）

2004年
- 名偵探柯南 柯南、基德與水晶之母（江戶川柯南、中森青子）

2005年
- 名偵探柯南 以毛利小五郎為目標!! 少年偵探團的秘密調查!!（江戶川柯南）

2006年
- 名偵探柯南 追蹤消失的鑽石！柯南、平次vs基德!!!（江戶川柯南）

2007年
- 今日大魔王！R（馮卡貝尼可夫卿艾妮西娜）
- TSUBASA翼 TOKYO REVELATIONS（那吒／霞月）
- 名偵探柯南 來自阿笠的挑戰書！阿笠對決柯南和少年偵探團!!（江戶川柯南）

2008年
- 名偵探柯南
  - 女高中生偵探 鈴木園子事件簿（江戶川柯南）
  - MAGIC FILE 工藤新一 謎之牆壁和黑色拉布拉犬事件（江戶川柯南〈旁白〉）

2009年
- COBRA THE ANIMATION COBRA TIME DRIVE（埃梅拉塔）
- 名偵探柯南
  - 10年後的陌生人（江戶川柯南）
  - MAGIC FILE2 新一與小蘭 麻將牌與七夕的回憶（江戶川柯南、工藤新一〈幼少時期〉）

2010年
- 交響曲傳奇 THE ANIMATION 泰瑟亞蘭篇（米特斯·尤格拉西爾）
- 名偵探柯南（江戶川柯南）
  - 怪盜基德在陷阱之島
  - MAGIC FILE3 通往大阪什錦煎餅的艱辛之路
- 亂馬½ 惡夢！春眠香（日语：らんま1/2 悪夢!春眠香）（天道靡）

2011年
- 交響曲傳奇 THE ANIMATION 世界統合篇（米特斯·尤格拉西爾）
- 名偵探柯南（江戶川柯南）
  - MAGIC FILE4 新潟～東京 禮物狂想曲
  - 來自倫敦的秘密指令

2012年
- 史上最強弟子兼一（南條紀紗羅[77]）[注 4]
- 名偵探柯南（江戶川柯南）
  - 傳說中的球棒的奇蹟
  - BONUS FILE ～9號半之花～

2013年
- 名偵探柯南 驚人生物大集合！（江戶川柯南）

2014年
- 史上最強弟子兼一（南條紀紗羅）[注 5]
- 進擊的巨人 突如其來的訪客 ～倍受折磨的青春魔咒～（約翰·基爾休坦的母親[78]）[注 6]
- 蟲奉行（寅吉）[注 7]

2016年
- 一拳超人 #06「過於不可能的殺人事件」（童帝）

### 網路動畫
2008年
- 小惠（橫田惠[79]）

2011年
- 名偵探柯南 vs Wooo（江戶川柯南）

2014年
- 名偵探柯南 逃亡者·毛利小五郎（江戶川柯南）

2019年
- 怪物彈珠（凱撒）

2023年
- 黃金庭院：冬日裡的新年願望（華）

### 遊戲
1990年
- Cosmic Fantasy 冒險少年悠（日语：コズミック・ファンタジー）（悠、莉娜）
- SOL BIANCA（日语：SOL BIANCA）（Journey）
- 亂馬½（日语：らんま1/2 (PCエンジン)）（天道靡（日语：天道なびき））[注 8]

1991年
- Cosmic Fantasy 2 冒險少年潘（日语：コズミック・ファンタジー）（悠）
- 亂馬½ 囚禁的新娘（日语：らんま1/2 とらわれの花嫁）（天道靡）[注 8]

1992年
- （星丸）
- Cosmic Fantasy Stories（日语：コズミック・ファンタジー）（悠、莉娜）
- Cosmic Fantasy 視覺集（悠）
- Cosmic Fantasy 3 冒險少年雷（悠）
- 天外魔境II 卍Maru（茉莉）
- 魔法少女Silky Lip（日语：魔法の少女シルキーリップ）（寺岡茶子）
- 亂馬½ 打倒，元祖無差別格鬥流！（日语：らんま1/2 打倒、元祖無差別格闘流!）（天道靡）[注 8]

1993年
- 機裝魯加（日语：機装ルーガ）（琳納）
- 天外魔境 風雲歌舞伎傳（日语：天外魔境 風雲カブキ伝）（茉莉）
- 亂馬½ 白蘭愛歌（日语：らんま1/2 白蘭愛歌）（天道靡）[注 9]

1994年
- Cosmic Fantasy 4 銀河少年傳說激鬥篇 在光之宇宙中…（日语：コズミック・ファンタジー）（悠）
- Cosmic Fantasy 4 銀河少年傳說突入篇 前往傳說的序曲傳（日语：コズミック・ファンタジー）（悠）

1995年
- 風之傳說世外桃源II（日语：風の伝説ザナドゥ）（神官普羅絲塔）
- 魔法騎士雷阿斯（阿斯克特）
- 幽☆遊☆白書FINAL 魔界最強列傳（軀（日语：躯））
- Linda³（日语：リンダキューブ）（琳達）

1996年
- 超能力大戰 ～Psychic Force～（艾米里歐·米哈伊洛夫）
- VR快打3（白辰）
- 波波羅古洛伊斯物語（皮耶特羅）
- 銀河少女警察2086（諾瓦爾）

1997年
- 戀之千年王國（琪可莉·瓦姆伍德）
- VR快打3 tb（白辰）
- 悠久幻想曲（日语：悠久幻想曲）（莉莎·梅卡諾）
- Refrain Love ～想見你～（日语：リフレインラブ#リフレインラブ 〜あなたに逢いたい〜）（結城蘭）
- Linda³ Again（琳達）

1998年
- 超能力大戰2012 ～Psychic Force 2012～（艾米里歐·米哈伊洛夫）
- 玉繭物語（日语：玉繭物語）（瑪布）
- 波波羅（日语：ポポローグ）（皮耶特羅、少年時期的鮑羅）
- 名偵探柯南[[[Wikipedia:格式手册/链接#章節|錨點失效]]]（江戶川柯南）[注 10]
- Linda³ 完整版（琳達）

1999年
- élan（天音）
- 降鬼一族（黃川人）
- CIRCADIA（日语：サーカディア）
- 數碼寶貝世界（主人翁）
- BOY×BOY ～私立光稜學院誠心寮～（椎名千尋）
- 我的暑假（格茲）
- 鋼鐵少年（日语：リモートコントロールダンディ）（王座守）

2000年
- 名偵探柯南 三人的名推理（江戶川柯南）

2001年
- 暴走公主（日语：暴れん坊プリンセス）（菲爾·奇爾）
- 櫻花大戰3 ～巴黎在燃燒嗎～（沙柳）
- VR快打4（白辰）
- 指極星（シリウス·セン·エトワールフィクス）

2002年
- 閃靈二人組 ～被奪的無限城～（MAKUBEX）
- 通靈王 Spirit of Shamans（葉王）
- 通靈王 超·占事略決3（葉王）
- .hack Vol.1－4（米兒）
- VR快打4 Evolution（白辰）
- 我的暑假2 海洋冒險篇（日语：ぼくのなつやすみ2 海の冒険篇）（阿武）
- 名偵探柯南 最好的搭檔（江戶川柯南）

2003年
- 通靈王 Soul Fight（葉王）
- 交響曲傳奇（米特斯·尤格拉西爾）
- 洛克人X7（艾克賽爾／AXL）

2004年
- 銃墓O.D.（史派克·胡比）
- 通靈王 堅定之魂（葉王）
- VR快打4 Final Tuning（白辰）
- 名偵探柯南 大英帝國的遺產（江戶川柯南）
- 洛克人X 指令任務（艾克賽爾／AXL）
- 看我龍顯神威（梅格）

2005年
- 第3次超級機器人大戰α 終焉之銀河（露兒芙·甘伊甸）
- 我們的家族（日语：ぼくらのかぞく）（小健）
- 幽☆遊☆白書FOREVER（日语：幽☆遊☆白書FOREVER）（軀）
- 洛克人X8（艾克賽爾／AXL）

2006年
- 今日大魔王！王樣探索（馮卡貝尼可夫卿艾妮西娜）
- 蠟筆小新：最強家族春日部之王Wii（日语：クレヨンしんちゃん 最強家族カスカベキング うぃ〜）（阿惠〈本田惠子〉）
- VR快打5（白辰）

2007年
- 鬼太郎妖怪大運動會（日语：ゲゲゲの鬼太郎 妖怪大運動会）（鬼太郎）
- 史上最強弟子兼一 激鬥！諸神黃昏八拳豪（南條紀紗羅）
- 經典傳奇Vol.2（日语：テイルズ オブ ファンダム Vol.2）（米特斯·尤格拉西爾）
- 名偵探柯南 偵探力訓練（江戶川柯南）
- 名偵探柯南 追憶的幻想（江戶川柯南）

2008年
- 今日大魔王！真魔國的假日（馮卡貝尼可夫卿艾妮西娜）
- 鬼太郎妖怪大激戰（鬼太郎）
- 任天堂明星大亂鬥X（皮特（日语：ピット (ゲームキャラクター)）、納克路喬（日语：ナックルジョー））
- VR快打5 R（白辰）

2009年
- SD鋼彈 G世代 WARS（卡蒂·馬涅欽）
- 超級機器人大戰NEO（日语：スーパーロボット大戦NEO）（安普）
- 鋼之鍊金術師 FULLMETAL ALCHEMIST 曉之王子（恩維）
- 鋼之鍊金術師 FULLMETAL ALCHEMIST 友情搭檔戰（恩維）
- 鋼之鍊金術師 FULLMETAL ALCHEMIST 黃昏的少女（恩維）
- 超時空要塞 終極邊疆（日语：マクロスアルティメットフロンティア）（諾拉·波爾楊斯基）

2010年
- Another Century's Episode:R （諾拉·波爾楊斯基）
- GA 藝術科美術設計班 Slapstick WONDER LAND（笹本）
- 數碼寶貝合體戰爭 超數碼大戰（日语：デジモンクロスウォーズ　超デジカ大戦）（工藤大樹）
- .hack//Link（米哈、瑪哈）
- 忍者亂太郎：學園對抗戰方塊之卷！（豬名寺亂太郎）
- VR快打5 Final Showdown（白辰）
- 鋼之鍊金術師 FULLMETAL ALCHEMIST 誓約之日（恩維）

2011年
- SD鋼彈 G世代 WORLD（卡蒂·馬涅欽）
- 數碼寶貝合體戰爭 超合體大戰 紅版&藍版（工藤大樹）
- 超時空要塞 三角邊疆（日语：マクロストライアングルフロンティア）（諾拉·波爾楊斯基）
- 名偵探柯南 蒼藍寶石的圓舞曲（江戶川柯南）

2012年
- 新·光神話 帕爾提娜之鏡（皮特、黑皮特（日语：ピット (ゲームキャラクター)））
- 超級槍彈辯駁2 再會了絕望學園（日向創[80]）
- 第2次超級機器人大戰Z 再世篇（卡蒂·馬涅欽、紅Haro）
- DEAD OR ALIVE 5（白辰[81]）
- 英雄幻想曲（日语：ヒーローズファンタジア）（吉妮）
- PROJECT X ZONE（白辰[82]）
- 名偵探柯南 來自過去的前奏曲（江戶川柯南）

2013年
- 世界名作童話 親子閱讀遊戲繪本（七夕物語[83]）
- 槍彈辯駁 1、2 Reload（日向創）
- 時空幻境 交響曲傳奇 同音包（日语：テイルズ オブ シンフォニア ユニゾナントパック）（米特斯·尤格拉西爾）
- DEAD OR ALIVE 5 ULTIMATE（白辰[84]）
- 超時空要塞30 連繫銀河的歌聲（日语：マクロス30 銀河を繋ぐ歌声）（諾拉·波爾楊斯基[85]）
- 名偵探柯南 人偶交響曲（江戶川柯南[86]）

2014年
- 降鬼一族2（日语：俺の屍を越えてゆけ2）（黃川人[87]、紅梅白梅童子、朱星之皇子[88]）
- 任天堂明星大亂鬥3DS/Wii U（皮特、黑皮特、納克路喬）
- 電擊文庫 FIGHTING CLIMAX（白辰）
- 名偵探柯南 幻影狂詩曲（江戶川柯南[89]）

2015年
- 我家公主最可愛（甘罠公主 羅賓·道特）
- 碧藍幻想（薩拉薩[90]）
- DEAD OR ALIVE 5 LAST ROUND（白辰[91]）
- 電擊文庫 FIGHTING CLIMAX IGNITION（白辰）
- PROJECT X ZONE 2：BRAVE NEW WORLD（日语：PROJECT X ZONE 2:BRAVE NEW WORLD）（白辰[92]）

2016年
- 陰陽師（跳跳弟弟）
- 妖怪手錶Puni Puni（名偵探柯喵[93]）

2017年
- 戰姬絕唱SYMPHOGEAR XD UNLIMITED（天羽奏[94]）
- 小魔女學園 時空魔法與七大不可思議（尼爾森老師[95]）

2018年
- 時空幻境 鏡光傳奇 Mirrage Prison（日语：テイルズ オブ ザ レイズ）（米特斯·尤格拉西爾）
- Dragalia Lost ～失落的龍絆～（朱庇特）
- 任天堂明星大亂鬥 特別版（彼特、黑暗彼特、Mii鬥士〈類型8〉、納克路喬/格鬥家喬）
- 崩壞3rd（符華）

2019年
- maimai DX（ぱんだっくま）
- 幽☆遊☆白書 100％認真戰鬥（軀）
- 怪物彈珠（凱撒[96]）

2020年
- ONE PUNCH MAN A HERO NOBODY KNOWS（童帝[97]）
- 洛克人X DiVE（日语：ロックマンX DiVE）（艾克賽爾[98]）[注 11]
- 幻想大陸戰記 盧納基亞傳說（奧羅拉[99]）

2023年
- 明日方舟（鐧)

2025年
- Fate/Grand Order（伐折羅．青）

### 廣播劇CD
- 艾瑞莎 ～魔法人形的鎮魂曲～（日语：アレサ）（朵露）
- 英文單字工具筆記簿 FORMULA1200 BASIC【含CD】（東進Books（日语：東進ハイスクール））
- M與N的肖像（日语：MとNの肖像）（甘草夏彥）
- 天使心（Glass Heart／香瑩）
- 歡迎光臨神薙家 featuring 帶刀帶（巫遍）
- 少年同盟（松岡春〈高中生〉）
- 今日大魔王！系列（馮卡貝尼可夫卿艾妮西娜）
  - DJCD 真魔國放送協會 -SHK- vol.1、2、5
- CD廣播劇 風之傳說世外桃源II 女主角們的生日（日语：風の伝説ザナドゥ）（神官普羅絲塔）
- 風之大陸（日语：風の大陸）（拉克西·艾達／伊塔爾·克萊斯·艾倫·艾達）
- 聖槍修女系列（克羅諾）
- Cosmic Fantasy外傳 銀河商人的陷阱（日语：コズミック・ファンタジー）（悠）
- 幻想魔傳 最遊記（瑞）
- 里見☆八犬傳（日语：里見☆八犬伝）（犬坂毛野）
- CD廣播劇精選集 三國志（日语：CDドラマコレクションズ 三國志）（祝融）
- 通靈王系列
  - 通靈王 與恐山會面 ～prologue to shaman～（麻倉葉王）
  - 通靈王 與恐山會面 ～au revoir～ 「陰陽之約」（葉王、麻倉葉王）
- 少年艾莉絲（日语：長野まゆみ）（蜜蜂）
- 仙界傳 封神演義 外傳新章（太上老君）
- 真假茱莉葉（三浦糸）
- Dia Main（日语：ディア マイン）（和久寺風茉）
- 電影少女 集英社CD書（天野愛）
- 天空忍傳（日语：天空忍伝バトルボイジャー）（光斗）
- 天體會議（銅貨）
- 闇河魅影（尤莉·伊絲塔／鈴木夕梨）
- 勇者鬥惡龍 羅德的紋章（艾魯斯）
- 忍者亂太郎 廣播劇CD系列（豬名寺亂太郎）
  - 一之卷～三之卷
  - 保健委員會之卷
  - 圖書委員會之卷
  - 用具委員會之卷
  - 體育委員會之卷
  - 作法委員會之卷
  - 會計委員會之卷
  - 火藥委員會之卷
  - 生物委員會之卷
  - 學級委員長委員會之卷
  - 六年級之卷
  - 五年級之卷
  - 四年級之卷
  - 三年級之卷
  - 二年級之卷
  - 一年葉組之卷
  - 一年伊組之卷&綠組之卷
  - 伊組之卷 ～上卷～
  - 綠組之卷 ～上卷～
  - 葉組之卷 ～上卷～
  - 伊組之卷 ～中卷～
  - 綠組之卷 ～中卷～
  - 葉組之卷 ～中卷～
  - 伊組之卷 ～下卷～
  - 綠組之卷 ～下卷～
  - 葉組之卷 ～下卷～
- 名偵探柯南 「來自少年偵探團的挑戰書」（江戶川柯南）
- 棺材、旅人、怪蝙蝠（小黑）
- 蓬萊學園的初戀！（日语：蓬莱学園#CD）（紅柄緞帶）
- 夢幻遊戲（柳宿）
- 狂戀男子寮（日语：ミルククラウン (漫画)）（相澤和斗、命）
- 浪客劍心（明神彌彥）
- Wandal Wandering！（日语：ワンダル・ワンダリング!）（旺達）

### 外語配音

#### 演員
伊萊賈·伍德
- 海豚的故事 (電影版)（英语：Flipper (1996 film)）（Sandy Ricks）
- 危險小天使（英语：The Good Son (film)）（Mark Evans）
- 戰爭（英语：The War (1994 film)）（Stu Simmons）

劉玉玲
- 霹靂嬌娃（Alex Munday）※影碟版。
- 霹靂嬌娃2：全速進攻（Alex Munday）※劇院公映版。
- 出奇制勝（英语：Ballistic: Ecks vs. Sever）（Sever）※影碟版。

米歇爾·羅德里格兹
- 玩命關頭（Letty Ortiz）※朝日電視台版。
- 惡靈古堡（Rain Ocampo[100]）※富士電視台版[注 12]。
- 惡靈古堡5：天譴日（Rain Ocampo[101]）※朝日電視台版[注 12]

#### 電影
- 愛情萬人迷（露西〈寇特妮·洛芙〉）
- 異形戰場（Adele Rousseau〈Agathe de La Boulaye〉）
- 成名在望（Penny Lane〈凱特·哈德森〉、少年時期的William Miller〈邁克·安格拉諾〉）
- Bruno (1999年電影)
- 吸血鬼獵人巴菲（英语：Buffy the Vampire Slayer (film)）（巴菲·薩莫斯（英语：Buffy Summers）〈克里斯蒂·斯旺森〉）
- The Challengers (1989年電影)（McKee／Mac）
- 五星主廚快餐車（波西〈安傑·安東尼〉）
- 魔女遊戲（英语：The Craft (film)）（Nancy Downs〈Fairuza Balk〉）
- 失蹤時刻（英语：The Deep End of the Ocean (film)）（Ben Cappadora／Sam Karras〈瑞恩·莫里曼〉）
- 分歧者2：叛亂者（喬安娜·萊斯〈奧克塔維亞·斯賓塞〉）
- 分歧者3：赤誠者（喬安娜·萊斯〈奧克塔維亞·斯賓塞〉）
- 大敵當前（Sasha Filippov〈加布里埃爾·湯姆森〉）※DVD、VHS版。
- 出埃及記：天地王者（Malak〈Isaac Andrews〉）
- F/X魔鬼任務2（英语：F/X2）（Chris Brandon〈Dominic Zamprogna〉）※VHS版。
- 我家也有消防狗（Shane Fahey〈喬許·哈卻森〉）
- 揮灑烈愛（芙烈達·卡蘿〈莎瑪·希恩〉）※影碟版。
- 光豬六壯士（Nathan Schofield〈William Snape〉）
- 幽靈世界（英语：Ghost World (film)）（Enid〈索拉·伯奇〉）
- 月光光心慌慌5（英语：Halloween 5: The Revenge of Michael Myers）（Billy Hill〈Jeffrey Landman〉）※VHS版。
- 滴答屋（Lewis Barnavelt〈Owen Vaccaro〉[102]）
- 功夫夢（Harry〈Luke Carberry〉）
- 未來終結者（英语：The Lawnmower Man）（Peter Parkette〈Austin O'Brien〉）※VHS版。
- 奇蹟（洛倫佐·奧多內〈扎克·奧馬利·格林伯格〉）
- 玫瑰少年（英语：Ma vie en rose）（Ludovic "Ludo" Fabre）
- 迅雷先鋒（英语：Man's Best Friend (1993 film)）（Lori Tanner〈Ally Sheedy〉）
- 巴蒂諾爾先生（英语：Monsieur Batignole）（Simon Bernstein〈Jules Sitruk〉）
- 心靈真愛（Alexi Tzavaras〈基蘭·克金〉）
- 大魔域2：回到大魔域（英语：The NeverEnding Story II: The Next Chapter）（阿特雷尤〈肯尼·莫里森（英语：Kenny Morrison）〉）※影碟版、朝日電視台版。
- 悲憐上帝的小女兒（Claire阿姨〈Claire Nebout〉）
- 俠盜公主（英语：Princess of Thieves）（格溫〈姬拉·麗莉〉）※NHK版。
- 機器戰警2（英语：RoboCop 2）（霍伯〈加布里埃爾·戴蒙（英语：Gabriel Damon）〉）※VHS、20世紀福斯DVD版。
- 魔蠍大帝（卡桑德拉〈胡凱莉〉）※DVD、VHS版。
- 七劍（武元英〈楊采妮〉）
- 沉默的羔羊（阿德利亞·馬普〈卡茜·萊蒙斯（英语：Kasi Lemmons）〉）※朝日電視台版。
- 修女也瘋狂2：舊習難改（麗塔·路易絲·華生〈勞倫·希爾〉）※日本電視台版。
- 喧鬧村的孩子們（英语：The Six Bullerby Children）（布思）
- 伴我同行（克里斯·錢伯斯〈瑞凡·費尼克斯〉）※DVD、VHS版。
- 世紀末暑假（英语：Summer Vacation 1999）（藤原薰〈宮島依里（日语：宮島依里）〉）
- 德州電鋸殺人狂：從頭開始（艾力克斯〈西亞·巴滕（英语：Cyia Batten）〉）
- 野東西（凱利·范·萊恩〈丹妮絲·理查茲〉）※影碟版。
- 幽靈賽車手（英语：The Wraith）（情侶女性）※朝日電視台版。

#### 電視影集
- 淘氣小子看世界（英语：Boy Meets World）（肖恩·亨特〈萊德·斯特朗〉）[注 13]
- 歡樂滿屋（少年時期的Joey Gladstone、梅麗莎）
- 歡樂家庭（Katherine "Kate" MacDonald〈Chelsea Noble〉）
- 謊言終結者（Michelle Russo）
- 神探阿蒙 (第3季)（Hayley）
- 花姐貴姓（Valery）
- 銀河飛龍（少年時期的Alexander Rodchenko 等）
- 雙峰（Donna Hayward〈Lara Flynn Boyle〉）

#### 動畫
- 蝙蝠俠（Sherman）
- De Pim-en-Pomnibus（荷兰语：De Pim-en-Pomnibus）（Pim）
- 大力士（英语：Hercules (1998 TV series)）（密斯皮斯）
- 歷險小恐龍（英语：The Land Before Time）系列（Littlefoot〈Gabriel Damon〉）
- 小美人魚（Alana）
- 小小北極熊（英语：The Little Polar Bear）（Lena〈Susan Sheridan〉）
- 怪怪屋（DJ）
- 奪寶奇謀（忽必烈）
- 嚕嚕米漫遊蔚藍海岸（英语：Moomins on the Riviera）（嚕嚕米[103]）
- 彩虹小馬：友情就是魔法（Daring Do）
- 辛普森一家（Adill）
- 藍色小精靈（Handy Smurf）
- 星際大戰：反抗軍起義（Chava）
- X戰警 (1994年東京電視台版)（Rusty）

### 電視劇
- 名偵探柯南：致工藤新一的挑戰書 離別前的序章（2006年，江戶川柯南〈聲音〉、旁白）
- 名偵探柯南：工藤新一的復活！與黑暗組織的對決（2007年，江戶川柯南〈聲音〉、旁白）
- 深深的戀愛（2021年，與女主角渚海音對話的魚）

### 特攝影集
2004年
- 特搜戰隊刑事連者（阿沙晉星人·琴棋的聲音）

### 布偶劇
- 兒童布偶劇場（日语：こどもにんぎょう劇場） （小孩）
- 人形歷史Spectacle 平家物語（日语：人形歴史スペクタクル 平家物語）（安德天皇）

### 廣播節目
※記號表示說明網路廣播。
- CONAN RADIO（2011年，讀賣電視台官網更新）※
- 感傳電台 by日俳連（2017年，音泉※）[104]

### 廣播劇
- 魔神英雄傳3（日语：魔神英雄伝ワタル (ラジオ)#魔神英雄伝ワタル3）（1991年，聲演 阿拉蘭〈怪盗桑帕奇諾〉）
- Gaia Gear（1992年，聲演 蕾·塞亞殊）
- 青春冒險（日语：青春アドベンチャー）「女王的百年密室（日语：百年シリーズ）」（2003年，聲演 冴場滿）
- 青春冒險「迷宮百年的睡魔（日语：百年シリーズ）」（2005年，聲演 冴場滿）
- 宮部美幸廣播劇系列（2005年，聲演 弓之助）

### 數位漫畫
- comico 有聲漫畫 （2019年，神園[105]）[注 14]

### 旁白

#### 電視節目
NHK系列
- NHK
  - NHK全國學校音樂比賽雜誌（日语：NHK全国学校音楽コンクール）

- NHK BS Premium
  - The 少年俱樂部 Premium（日语：ザ少年倶楽部）（負責「Ladys Talk」單元）
  - The Covers（日语：The Covers）（2014年4月－）

- NHK教育
  - 道德紀錄片（日语：道徳ドキュメント）

- NHK綜合
  - 源平合戰！（2012年5月）

日本電視台／讀賣電視台
- 24小時電視 「愛心救地球」34（2011年8月21日）
- 名偵探柯南相關（聲演 江戶川柯南）
  - 動畫電影「名偵探柯南：異次元的狙擊手」 公開紀念特別節目（2014年4月29日）
  - 動畫電影「名偵探柯南：業火的向日葵」公開紀念榮倉奈奈的解開來自怪盗基德的挑戰書！（2015年5月2日）
  - 世界第一最想上的課（日语：世界一受けたい授業）
  - 看清世界！電視特搜部（日语：世界まる見え!テレビ特捜部） 春季推理2小時特輯（2016年3月21日）
  - 動畫電影「名偵探柯南：唐紅的戀歌」（2017年4月29日）
  - 動畫電影「名偵探柯南：零的執行人」上戶彩&博多大吉（日语：博多大吉）的三個面貌之暴動!!（2018年4月28日）
  - （2019年4月24日）
  - 動畫電影「名偵探柯南：紺青之拳」新加坡聖地巡禮解謎！（2019年4月27日）

TBS電視網
- TBS
  - （2010年9月11日）
  - 最前線！密切聯繫警方24小時（日语：密着警察24時）

- MBS

其它電視台
- （朝日電視台）
- 大胃女王吃遍日本（東京電視台）
- 日本窺視太郎 你是多數派？還是是少數派？（日语：ニッポンのぞき見太郎 あなたは多数派?少数派?）（2016年4月26日－9月20日，關西電視台）

#### 廣告
- 丸韓
- IDOM（GULLIVER）（日语：IDOM）「SNAP HOUSE」
- Yostar「碧藍航線」廣告（2017年－）
- 梅賽德斯－賓士 新型A廣告（2018年）[106]
- 麥當勞  廣告（2020年3月31日－，飾演 子役）[注 15][107]

### 活動
- 碧藍幻想×名偵探柯南『名偵探柯南 ～謀略的齒輪～』 江戶川柯南的配音（2018年4月8日起）[108][109]

### 其它
- 那些我們聽過的歌曲（日语：あの歌がきこえる）
- Heartcatch 光之美少女！音樂劇秀（暗之美少女）
- （別所翔太）
- 特許廳各種教育媒介（パテ丸）
- 神奇寶貝集換式卡片遊戲XY（門尾學）
- HAMA壽司（日语：はま寿司） 的配音（2018年2月15日－4月4日）

## 音樂作品
音樂組合ES CONNEXION的歌曲請參照「ES CONNEXION」，TWO-MIX的歌曲請參照「TWO-MIX」。

### 專輯
|     | 發行日期       | 專輯名稱              | 規格編號  | 最高排名 |
| --- | -------------- | --------------------- | --------- | -------- |
| 1st | 1992年12月10日 | Endless Communication | TDCD-1018 |          |
| 1st | 1998年3月21日  | Endless Communication | TDCA-2004 |          |

### 角色歌曲
| 發行日期 | 標題                                              | 名義 | 曲名                                    | 備註                                                           |
| 1990年   | 1990年                                            | 1990年 | 1990年                                  | 1990年                                                         |
| -------- | ------------------------------------------------- | --- | --------------------------------------- | -------------------------------------------------------------- |
| 4月21日  | 倫巴達☆RANMA                                      | 亂馬的歌劇團御一行樣 | 「」                                    | 電視動畫《亂馬½》片尾主題曲                                    |
| 11月21日 | 亂馬的企劃音盤II 亂馬½ 歌曆 (平成3年度版)         | DoCo | 「」                                    | 電視動畫《亂馬½》相關歌曲                                      |
| 11月21日 | 亂馬的企劃音盤II 亂馬½ 歌曆 (平成3年度版)         | 亂馬的歌劇團御一行樣 | 「」                                    | 電視動畫《亂馬½》相關歌曲                                      |
| 1991年   |                                                   | |                                         |                                                                |
| 1月21日  | 滿滿的回憶                                        | DoCo | 「」                                    | OVA《亂馬½》片頭主題曲                                         |
| 1月21日  |                                                   | 天道靡（高山南） | 「」                                    | 電視動畫《亂馬½》相關歌曲                                      |
| 7月21日  | 亂馬的企劃音盤III 亂馬½ DoCo First                | DoCo | 「」                                    | OVA《亂馬½》片頭主題曲                                         |
| 7月21日  | 亂馬的企劃音盤III 亂馬½ DoCo First                | DoCo | 「」                                    | OVA《亂馬½》片尾主題曲                                         |
| 7月21日  | 亂馬的企劃音盤III 亂馬½ DoCo First                | DoCo | 「」                                    | 電影動畫《亂馬½：超無差別決戰！亂馬隊VS傳說的鳳凰》 片尾主題曲 |
| 7月21日  | 亂馬的企劃音盤III 亂馬½ DoCo First                | DoCo | 「」                                    | OVA《亂馬½》片尾主題曲                                         |
| 7月21日  | 亂馬的企劃音盤III 亂馬½ DoCo First                | DoCo | 「彼」                                  | OVA《亂馬½》片尾主題曲                                         |
| 1993年   |                                                   | |                                         |                                                                |
| 7月20日  | 忍者亂太郎 原聲音樂                               | 忍蛋家族 | 「」                                    | 電視動畫《忍者亂太郎》相關歌曲                                 |
| 7月20日  | 忍者亂太郎 原聲音樂                               | 亂太郎（高山南）、霧丸（田中真弓）、新兵衛（鈴木三枝） | 「」                                    | 電視動畫《忍者亂太郎》相關歌曲                                 |
| 7月20日  | 忍者亂太郎 原聲音樂                               | SAY·S & 忍蛋家族 | 「」                                    | 電視動畫《忍者亂太郎》片尾主題曲                               |
| 1994年   |                                                   | |                                         |                                                                |
| 9月1日   | CD書 夢幻遊戲2                                    | 柳宿（高山南） | 「」                                    | CD書《夢幻遊戲》相關歌曲                                       |
| 12月8日  | 忍者亂太郎 原聲音樂                               | 亂太郎（高山南）、霧丸（田中真弓）、新兵衛（鈴木三枝）、土井半助（關俊彥）                                                                                 | 「」                                    | 電視動畫《忍者亂太郎》相關歌曲                                 |
| 12月8日  | 忍者亂太郎 原聲音樂                               | 亂太郎（高山南）、霧丸（田中真弓）、新兵衛（鈴木三枝）、阿雪（丹下櫻）、友美（江森浩子）、阿繁（牟田彰子）                                                 | 「」                                    | 電視動畫《忍者亂太郎》相關歌曲                                 |
| 12月8日  | 忍者亂太郎 原聲音樂                               | 忍蛋家族 | 「」                                    | 電視動畫《忍者亂太郎》相關歌曲                                 |
| 12月16日 | 亂馬½ DoCo☆Second                                 | DoCo | 「」                                    | OVA《亂馬½》片尾主題曲                                         |
| 12月16日 | 亂馬½ DoCo☆Second                                 | DoCo | 「」                                    | OVA《亂馬½》片頭主題曲                                         |
| 12月16日 | 亂馬½ DoCo☆Second                                 | DoCo | 「」                                    | 電影動畫《亂馬½：超無差別決戰！亂馬隊VS傳說的鳳凰》 片頭主題曲 |
| 12月16日 | 亂馬½ DoCo☆Second                                 | DoCo | 「」                                    | OVA《亂馬½》片頭主題曲                                         |
| 12月16日 | 亂馬½ DoCo☆Second                                 | DoCo | 「」                                    | OVA《亂馬½》片尾主題曲                                         |
| 12月16日 | 亂馬½ DoCo☆Second                                 | DoCo | 「」                                    | OVA《亂馬½》片頭主題曲                                         |
| 12月16日 | 幽☆遊☆白書 音樂戰役篇3 ～魔界傳說～               | 軀（高山南） | 「REBIRTH ～再生～」                    | 電視動畫《幽☆遊☆白書》相關歌曲                                 |
| 1996年   |                                                   | |                                         |                                                                |
| 1月19日  | 忍者亂太郎 原聲音樂【其之參】                     | 亂太郎（高山南）、霧丸（田中真弓）、新兵衛（鈴木三枝）、土井半助（關俊彥）、嘿姆嘿姆（松尾銀三）                                                           | 「（忍）」                              | 電視動畫《忍者亂太郎》相關歌曲                                 |
| 1月19日  | 忍者亂太郎 原聲音樂【其之參】                     | 亂太郎（高山南）、霧丸（田中真弓）、新兵衛（鈴木三枝）、山田傳藏（大塚周夫）                                                                               | 「」                                    | 電視動畫《忍者亂太郎》相關歌曲                                 |
| 1月19日  | 忍者亂太郎 原聲音樂【其之參】                     | 亂太郎（高山南）、霧丸（田中真弓）、新兵衛（鈴木三枝） | 「」                                    | 電視動畫《忍者亂太郎》相關歌曲                                 |
| 1997年   |                                                   | |                                         |                                                                |
| 3月5日   | 忍者亂太郎 原聲音樂【其之四】                     | 土井半助（關俊彥）、亂太郎（高山南）、霧丸（田中真弓）、新兵衛（鈴木三枝）                                                                                 | 「」                                    | 電視動畫《忍者亂太郎》相關歌曲                                 |
| 3月5日   | 忍者亂太郎 原聲音樂【其之四】                     | 學園長（村真人）、亂太郎（高山南）、霧丸（田中真弓）、新兵衛（鈴木三枝）                                                                                   | 「」                                    | 電視動畫《忍者亂太郎》相關歌曲                                 |
| 10月22日 | 有我在身旁                                        | 江戶川柯南（高山南） | 「」                                    | 電視動畫《名偵探柯南》相關歌曲                                 |
| 12月17日 | 忍者亂太郎 原聲音樂【其之五】                     | 中山繪美理 & 忍蛋家族 | 「」                                    | 電視動畫《忍者亂太郎》相關歌曲                                 |
| 12月17日 | 忍者亂太郎 原聲音樂【其之五】                     | 亂太郎（高山南）、霧丸（田中真弓）、新兵衛（鈴木三枝） | 「」                                    | 電視動畫《忍者亂太郎》相關歌曲                                 |
| 12月17日 | 忍者亂太郎 原聲音樂【其之五】                     | 亂太郎（高山南）、霧丸（田中真弓）、新兵衛（鈴木三枝）、溫泉同好會的所有人                                                                                 | 「」                                    | 電視動畫《忍者亂太郎》相關歌曲                                 |
| 1998年   |                                                   | |                                         |                                                                |
| 11月26日 | TRUTH 全部購入者特典CD「TRUTH 江戶川柯南Version」 | 江戶川柯南（高山南） | 「TRUTH ～A Great Detective of Love～」 | 電視動畫《名偵探柯南》相關歌曲                                 |
| 1999年   |                                                   | |                                         |                                                                |
| 3月3日   | 忍者亂太郎 續 忍蛋家族大                          | SPLASH & 忍蛋家族 | 「」                                    | 電視動畫《忍者亂太郎》相關歌曲                                 |
| 2002年   |                                                   | |                                         |                                                                |
| 11月22日 | 通靈王 與恐山會面 ～au revoir～                   | 葉王（高山南） | 「」                                    | 電視動畫《通靈王》相關歌曲                                     |
| 2004年   |                                                   | |                                         |                                                                |
| 3月24日  | 通靈王 S.F.O.V VI                                 | 葉王（高山南） | 「」                                    | 電視動畫《通靈王》相關歌曲                                     |
| 2005年   |                                                   | |                                         |                                                                |
| 12月28日 | 想 ～想出～                                       | 江戶川柯南（高山南） | 「」 「」                               | 電視動畫《名偵探柯南》相關歌曲                                 |
| 2006年   |                                                   | |                                         |                                                                |
| 1月25日  | 名偵探偵探團 角色歌曲集 ～帝丹小學全員集合!!～    | 少年偵探團、毛利蘭（山崎和佳奈）、鈴木園子（松井菜櫻子）、江戶川柯南（高山南）                                                                             | 「」                                    | 電視動畫《名偵探柯南》相關歌曲                                 |
| 1月25日  | 名偵探偵探團 角色歌曲集 ～帝丹小學全員集合!!～    | 少年偵探團／台詞：江戶川柯南（高山南） | 「」                                    | 電視動畫《名偵探柯南》相關歌曲                                 |
| 1月25日  | 名偵探偵探團 角色歌曲集 ～帝丹小學全員集合!!～    | 高山南 | 「」                                    | 電視動畫《名偵探柯南》相關歌曲                                 |
| 1月25日  | 名偵探偵探團 角色歌曲集 ～帝丹小學全員集合!!～    | 毛利蘭（山崎和佳奈）、鈴木園子（松井菜櫻子）、江戶川柯南（高山南）                                                                                         | 「」                                    | 電視動畫《名偵探柯南》相關歌曲                                 |
| 1月25日  | 名偵探偵探團 角色歌曲集 ～帝丹小學全員集合!!～    | 江戶川柯南（高山南） | 「」                                    | 電視動畫《名偵探柯南》相關歌曲                                 |
| 2007年   |                                                   | |                                         |                                                                |
| 7月25日  | 今日大魔王！ 角色歌曲專輯 大家的歌                | 馮卡貝尼可夫卿艾妮西娜（高山南） | 「」                                    | 電視動畫《今日大魔王！》相關歌曲                               |
| 7月25日  | 今日大魔王！ 角色歌曲專輯 大家的歌                | 真魔國王立合唱團 | 「約束」                                | 電視動畫《今日大魔王！》相關歌曲                               |
| 9月26日  |                                                   | 鬼太郎（高山南） | 「」                                    | 電視動畫《墓場鬼太郎》相關歌曲                                 |
| 9月27日  | CLAYMORE INTIMATE PERSONA ～角色歌曲集～          | 伊妮莉（高山南） | 「疾風」                                | 電視動畫《CLAYMORE》相關歌曲                                   |
| 2012年   |                                                   | |                                         |                                                                |
| 1月25日  | 戰姬絕唱SYMPHOGEAR 角色歌曲1 雙翼                 | 雙翼 | 「」 「ORBITAL BEAT」                   | 電視動畫《戰姬絕唱SYMPHOGEAR》劇中插入歌                       |
| 3月28日  | 戰姬絕唱SYMPHOGEAR 角色歌曲5 天羽奏               | 天羽奏（高山南） | 「君云 音奏」                           | 電視動畫《戰姬絕唱SYMPHOGEAR》劇中插入歌                       |
| 2014年   |                                                   | |                                         |                                                                |
| 3月5日   | 戰姬絕唱SYMPHOGEAR G 原聲音樂6                    | 立花響（悠木碧）、風鳴翼（水樹奈奈）、雪音克莉絲（高垣彩陽）、瑪麗亞·卡登扎夫娜·伊芙（日笠陽子）、月讀調（南條愛乃）、曉切歌（茅野愛衣）、天羽奏（高山南） | 「」                                    | 電視動畫《戰姬絕唱SYMPHOGEAR G》劇中插入歌                     |
| 2015年   |                                                   | |                                         |                                                                |
| 8月5日   | Notes of School Idol Days ～Curtain Call～        | 女歌手（高山南） | 「As Time Goes By」                     | 電影動畫《LoveLive！學園偶像電影》劇中插入歌                   |
| 2018年   |                                                   | |                                         |                                                                |
| 8月29日  | 戰姬絕唱SYMPHOGEAR XD UNLIMITED 角色專輯1         | 天羽奏（高山南） | 「」                                    | 遊戲《戰姬絕唱SYMPHOGEAR XD UNLIMITED》相關歌曲                |
| 2019年   |                                                   | |                                         |                                                                |
| 12月4日  | 戰姬絕唱SYMPHOGEAR XD UNLIMITED 角色歌曲專輯2     | 雙翼 | 「」 「」                               | 遊戲《戰姬絕唱SYMPHOGEAR XD UNLIMITED》相關歌曲                |
| 12月4日  | 戰姬絕唱SYMPHOGEAR XD UNLIMITED 角色歌曲專輯2     | 立花響（悠木碧）、瑪麗亞·卡登扎夫娜·伊芙（日笠陽子）、天羽奏（高山南）                                                                                     | 「」                                    | 遊戲《戰姬絕唱SYMPHOGEAR XD UNLIMITED》相關歌曲                |

### 其它參加樂曲
| 發行日期       | 標題                                | 名義         | 曲名                          | 備註                                   |
| -------------- | ----------------------------------- | ------------ | ----------------------------- | -------------------------------------- |
| 1995年10月5日  | 宇宙戰艦山本洋子 WAVE:1             | 高山南       | 「宇宙手入」                  | 廣播劇CD《宇宙戰艦山本洋子》相關歌曲   |
| 1996年9月21日  | CAROL-K ～Graduater～               | 高山南       | 「CAROL（CAROL'S THEME ll）」 | 漫畫《CAROL-K ～Graduater～》相關歌曲  |
| 1997年5月3日   | 宇宙戰艦山本洋子II WAVE:1           | 高山南       | 「FLY TO MY “S”」             | 廣播劇CD《宇宙戰艦山本洋子II》相關歌曲 |
| 1999年9月3日   | 宇宙戰艦山本洋子 Action-2           | 高山南       | 「Hello, my blue」            | 電視動畫《宇宙戰艦山本洋子》相關歌曲   |
| 2000年5月17日  | AniPara                             | MINAMI VOICE | 「」                          |                                        |
| 2000年7月12日  | 甜心戰士 from the album AniPara     | MINAMI VOICE | 「(ORIGINAL MIX)」            | 來自專輯《AniPara》的Single Cut        |
| 2000年7月26日  | DANCE INFINITY Presents 9 LOVE J CD | MINAMI VOICE | 「 (MILLENNIUM MIX)」         |                                        |
| 2000年12月13日 | DANCE∞INFINITY Series               | MINAMI VOICE | 「 (NEW GENERATION MIX)」     |                                        |
| 2001年3月22日  | AniPara 3 ～TECHNO REMIXES FILE～   | MINAMI VOICE | 「 (NEO TECHNO MIX)」         |                                        |
| 2010年8月25日  | anim.o.v.e 02                       | m.o.v.e      | 「JUPITER ∞ feat. 高山」      | 作為特別主唱參加。                     |

## 腳註

## 外部連結
- 高山南 （页面存档备份，存于） （日語）－日本電影數據庫
- 高山南 （页面存档备份，存于） （日語）－allcinema（日语：allcinema）
- 高山南 （页面存档备份，存于） （日語）－KINENOTE（日语：キネマ旬報映画データベース）
- Minami Takayama （页面存档备份，存于） （英文）－網路電影資料庫
- 高山南 Movie Walker （页面存档备份，存于） （日語）
- 高山南 （页面存档备份，存于） （简体中文）－时光网
- 高山南 Minami Takayama （页面存档备份，存于） （简体中文）－豆瓣
- 81 Prodeuce公式官網的聲優簡介 （页面存档备份，存于） （日語）
- （日語）－高山南的官方個人部落格。
- Yahoo！JAPAN所提供的官方資料 （日語）（2013年5月1日的檔案館）